# 下田大気
下田 大気（しもだ　ひろき、1976年8月12日 - ）は、日本の政治家、タクシードライバー、元俳優。武蔵野市議会議員（3期）。東京都出身。血液型はAB型。父は作家の志茂田景樹。芸能プロダクション「ビッグ・ブッキング・エンターテインメント」に所属。

## 略歴
1976年、志茂田景樹の次男として生まれ、武蔵野市で育つ。明星高等学校卒業後の18歳の時に父の援助を受けて健康食品会社（父がイメージキャラクターを務めていた）を設立するもすぐに倒産。その後、俳優デビューや宝石販売会社、芸能プロダクション（所属タレントには父の志茂田景樹、父の友人であり当時バラエティ番組で活躍していた金萬福などがいた）の経営などを行うものの、いずれも失敗に終わった。事業の失敗や自らのギャンブル癖等が災いし、2300万円もの負債を抱え自己破産した。金銭的に困窮していた時期は両親が愛用していた高級時計や宝飾品、ブランド品等を無断で持ち出し換金していた（この事に両親は気づいていたが、「（大気が）いつか自分の失敗に気づく時が来る」と更生する事を信じて敢えて騒ぎ立てる事はしなかった）。
2009年9月、これまでの自分の行いを反省し自立を決意。タクシー業界（飛鳥交通）に飛び込み1ヶ月で300人中トップの売上を達成し、それ以来半年間トップをキープし、年収800万円を稼ぎ出す「カリスマタクシー運転手」として成功し、メディアに取り上げられるようになった。その後もラーメン事業に手を出して失敗したものの、タクシー運転手の傍らタクシーのコンサルティング事業などを手がけ年収2000万を稼ぎ出し、2冊目の著書『タクシー運転手になって人生大逆転!』を上梓した。
2015年4月26日に行われる武蔵野市議会議員選挙に出馬。1363票で初当選した。2019年4月21日に行われた2期目の選挙では2174票を獲得し当選。2023年4月23日に行われた3期目の選挙では2617票を獲得し当選。会派に属さない無所属の議員として活動。また政策に活かすためタクシードライバーも継続している。
2021年10月頃から全国的に話題となった武蔵野市住民投票条例案には無所属議員であるため賛成・反対どちらの立場なのかが注目され、条例案には反対票を投じた。

## 著書
- タクシーほど気楽な商売はない! あなたにも今すぐ始められる悠々自適の年収（光文社、2012年）ISBN 978-4334976972
- タクシー運転手になって人生大逆転（角川SSC新書、2014年）ISBN 978-4047316454

## テレビ出演
- アリよさらば（1994年）
- アッコにおまかせ!（2013年）
- SASUKE
- 笑っていいとも!
- オールスター感謝祭
- ゴロウ・デラックス
- 進化論
- 危ない熟女SP
- コロンブスのヒラメキ
- さんまのナンでもダービー